# Vladimir Bezobrasov
Vladimir Pavlovitj Bezobrazov (ryska: Владимир Павлович Безобразов), född 15 januari (gamla stilen: 3 januari) 1828 i Vladimir, död 10 september (gamla stilen: 29 augusti) 1889, var en rysk nationalekonom.
Bezobrasov studerade Västeuropas nationalekonomiska förhållanden och litteratur, skickades flera gånger till utlandet i officiella uppdrag och blev, redan som ung, medlem av Rysslands Vetenskapsakademi i Sankt Petersburg. Han författade bland annat Études sur la physiologie sociale (1857–59), Études sur les revenues publics (1870) och La guerre et la révolution och Études sur l'économie nationale de la Russie (två band, 1882–86).

## Fotnoter
1. 1 2  Tjeckiska nationalbibliotekets databas, NKC-ID: js2017938597, läst: 17 december 2022.[källa från Wikidata]